# I'm Thinking of Ending Things
I'm Thinking of Ending Things (bra: Estou Pensando em Acabar com Tudo; prt: Tudo Acaba Agora) é um filme estadunidense de suspense psicológico surrealista de 2020 escrito, dirigido e produzido por Charlie Kaufman, baseado no romance homônimo de 2016 de Iain Reid. O filme é estrelado por Jessie Buckley, Jesse Plemons, Toni Collette e David Thewlis. 
Foi lançado ocasionalmente em alguns cinemas em 28 de agosto, e lançado na Netflix em 4 de setembro de 2020. Recebeu críticas positivas da crítica, que elogiou as duas atuações principais e a cinematografia.

## Premissa
Lucy (Jessie Buckley) embarca numa viagem para conhecer os pais do seu namorado Jake (Jesse Plemons), ao mesmo tempo que pensa em como romper seu relacionamento com o rapaz. Chegando no local, ela começa a notar comportamentos estranhos nos familiares de seu namorado

## Elenco
- Jesse Plemons como Jake[7]
  - Ryan Laughtner Steele como Jake dançando
- Jessie Buckley como jovem mulher,[7] referida por vários nomes ao longo do filme, incluindo Lucy, Louisa, Lucia e Ames.
  - Unity Phelan como jovem mulher dançando
- Toni Collette como Suzie[7]
- David Thewlis como Dean[7]
- Guy Boyd como zelador[8]
  - Frederick E. Wodin como zelador dançando
- Colby Minifie como Yvonne
- Jason Ralph como namorado de Yvonne
- Teddy Coluca como cliente do restaurante
- Anthony Grasso como gerente do restaurante
- Ashlyn Alessi, Abby Quinn, Gus Birney, e Hadley Robinson como funcionários da Tulsey Town
- Oliver Platt como a voz[9]

## Produção
Foi anunciado em janeiro de 2018 que Charlie Kaufman estava adaptando o romance de Iain Reid para a Netflix, bem como dirigindo. Em dezembro, Brie Larson e Jesse Plemons foram escalados para o filme. Em março de 2019, Jessie Buckley, Toni Collette e David Thewlis se juntaram ao elenco, com Buckley substituindo Larson.
As filmagens começaram em 13 de março de 2019 em Fishkill, Nova York, e foram concluídas em 29 de abril de 2019. Em 7 de novembro de 2019, o filme estava em pós-produção.

## Lançamento
O filme teve lançamento limitado em alguns cinemas dos Estados Unidos em 28 de agosto de 2020. Sua estreia internacional ocorreu atráves da Netflix em 4 de setembro.

## Recepção

### Resposta da crítica
O agregador de resenhas Rotten Tomatoes relata que 82% das 257 resenhas críticas são positivas, com uma classificação média de 7,6/10. O consenso crítico do site diz: "Ajudado por performances estelares de Jessie Buckley e Jesse Plemons, I'm Thinking of Ending Things encontra o diretor e escritor Charlie Kaufman lutando com a condição humana como só ele pode". No Metacritic, o filme tem uma pontuação média ponderada de 78 de 100, com base em 32 críticas, indicando "críticas geralmente favoráveis".
Karen Han, da Polygon, escreveu: "A falta de respostas e estrutura claras pode ser frustrante, mas a forma estranha como a história é contada aumenta o quão real são as trocas entre os personagens. A frustração que Lucy sente por Jake, que Jake sente por sua mãe, que seus pais sentem um pelo outro, são desconfortavelmente tangíveis, especialmente à medida que as tensões aumentam. A duração do filme de 134 minutos é muito tempo para se sentar com esse sentimento, mas a grande divergência de Kaufman em relação ao romance que ele está adaptando é emprestar seu final a nota mais flutuante." Em sua crítica, Brian Tallerico da RogerEbert.com deu ao filme 31⁄2 de 4 estrelas, chamando-o de "um filme que é inegavelmente complexo em termos de simbolismo e um ato final mais surreal do que a maioria as pessoas estarão esperando". Ele também elogiou a cinematografia, dizendo que a atmosfera do filme é "amplificada por uma relação de aspecto de 4:3, cortesia de Łukasz Żal (Zimna wojna), que força o espectador a prestar mais atenção ao que está no quadro." Wendy Ide do The Observer escreveu: "Este não é o cinema que deixa você se sentindo bem em relação às coisas. Nem segue um caminho familiar. Mas I'm Thinking of Ending Things é um dos filmes mais ousadamente inesperados do ano, um terror psicológico vigoroso e perturbador, saturado com uma lógica de sonho contorcendo que tomba para o domínio dos pesadelos."
Em uma crítica mais mista, Adam Graham do The Detroit News deu ao filme um C, chamando as performances de Plemons e Buckley de excelentes, mas lamentando o enredo, escrevendo: "I'm Thinking of Ending Things é um enigma insolúvel onde a única resposta é a desesperança da humanidade, e já percorremos esse caminho antes." Para a TIME, Stephanie Zacharek escreveu: "Para cada momento de percepção crua e afetiva, há zilhões de milissegundos de Kaufman provando que espertinho torturado ele é. I'm Thinking of Ending Things deve ter sido árduo de fazer, e é terrivelmente tedioso de assistir."